# Marko Sosič

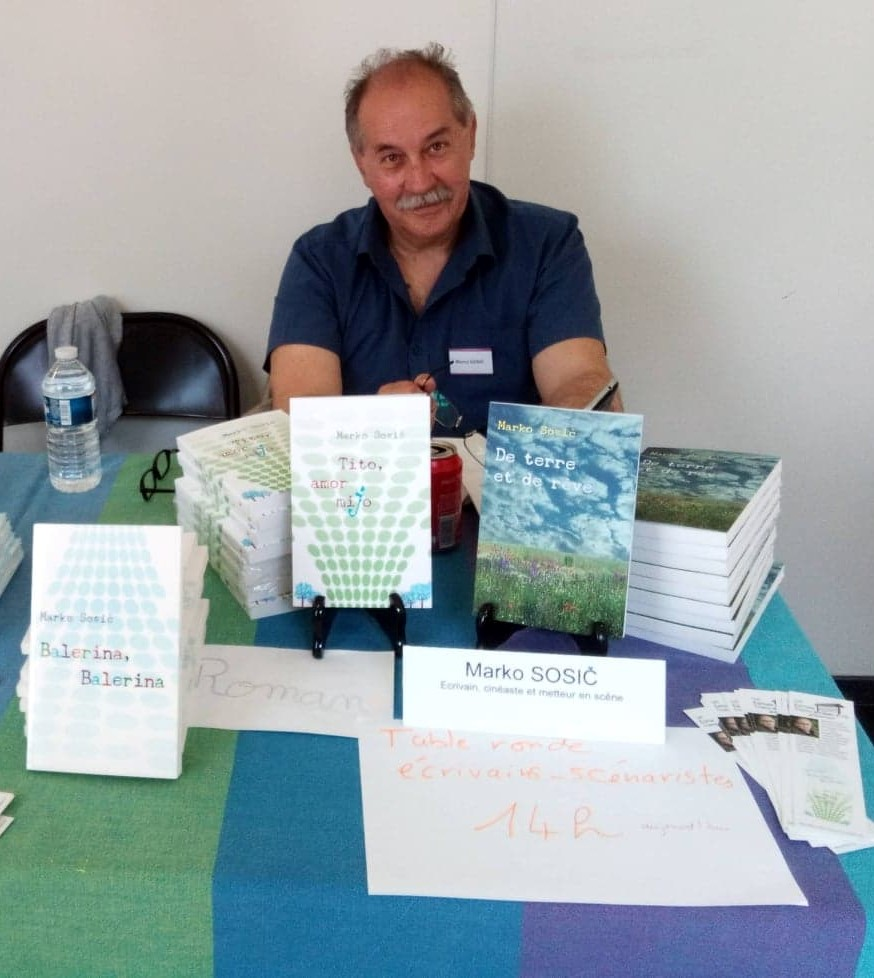
Marko Sosič, 2018

Marko Sosič (* 22. Dezember 1958 in Triest, Italien; † 3. Februar 2021 ebenda) war ein slowenischsprachiger italienischer Schriftsteller und Regisseur.

## Leben und Werk
Sosič wurde 1958 in Triest geboren, wo er aufwuchs und zur Schule ging. 1984 schloss er sein Studium der Regie auf der Akademie für Theater- und Filmkunst in Zagreb ab. Als Theaterregisseur war er unter anderem in Ljubljana, Nova Gorica, Triest und Rom tätig. Sosič war der Autor und Regisseur zahlreicher Hörspiele, die im slowenischen Radio in Triest veröffentlicht wurden, war aber auch fürs Fernsehen tätig, beispielsweise als Regisseur für Dokumentarfilme. Von 1990 bis 1994 war er künstlerischer Leiter des Slovensko Narodno Gledališče (Slowenisches Nationaltheater) in Nova Gorica, von 1999 bis 2006 Direktor und künstlerischer Leiter des Slovensko stalno gledališče (Ständiges Slowenisches Theater) in Triest. 2007 übernahm er erneut für zwei Jahre die künstlerische Leitung. 2004 und 2005 war er Kurator beim Theaterfestival Borštnikovo srečanje in Maribor.
Sosič wurde als Autor von Romanen und Erzählungen bekannt. Seine Werke spielen oft in Triest und dessen Umland, mit deren geistigem und politischem Klima sie sich befassen, insbesondere mit dem Schicksal der slowenischen Minderheit und dem Neofaschismus der italienischen Nachkriegsgesellschaft. Seine literarischen Figuren sind oft Sonderlinge und Außenseiter, wie bspw. im Roman Balerina, Balerina (Ballerina, Ballerina), dessen Hauptfigur ein fünfzehnjähriges Mädchen darstellt, die an einer Entwicklungsstörung leidet und daher ein für ihr Alter ungewöhnliches Benehmen aufweist. Für diesen Roman erhielt er 1997 den Triester Preis Vstajenje und wurde für den Kresnik-Preis für den besten slowenischen Roman des Jahres nominiert, auf dessen Shortlist er sich danach noch drei weitere Male wiederfand: 2006 für Tito, amor mijo (deutsch Tito, amor mijo, 2016), 2013 für Ki od daleč prihajaš v mojo bližino (Die du von Weitem in meine Nähe kommst) und 2015 für Kratki roman o ljubezni in snegu (Kurzer Roman über Liebe und Schnee).
Sein Roman Tito, amor mijo erschien 2016 auf Deutsch unter demselben Titel im Drava Verlag. Einzelne Bücher wurden auch ins Französische, Serbische, Italienische und Englische übersetzt. Sosič starb im Februar 2021 im Alter von 62 Jahren in Triest.

## Werke
- Rosa na steklu. Triest, 1991.
- Tisoč dni, dvesto noči. Nova Gorica, 1996.
- Balerina, balerina. Triest, 1997.
- Tito, amor mijo. Maribor, 2005.
  - dt. Übersetzung: Tito, amor mijo. 2016, Klagenfurt/Celovec. Übersetzt von Ann Catrin Bolton.
- Iz zemlje in sanj. Maribor, 2011.
- Ki od daleč prihajaš v mojo bližino. Ljubljana, 2012.
- Kratki roman o snegu in ljubezni. Maribor, 2014.
- Kruh, prah. Novo mesto, 2018.